# Powrót stada
Powrót stada (niderl. De terugkeer van de kudde) – obraz olejny niderlandzkiego malarza Pietera Bruegla.

## Opis
Obraz należy do cyklu obrazów przedstawiających poszczególne miesiące odpowiednie dla danej pory roku, wykonane dla prywatnego zleceniodawcy Niclaesa Jonghelincka. Wszystkie miały podobne formaty. Obecnie zachowało się jedynie pięć dzieł: Myśliwi na śniegu, Sianokosy, Żniwa, Powrót stada i Pochmurny dzień. Powrót stada ilustruje prawdopodobnie porę jesienną lub miesiąc listopad.
Obraz dotyka prozaicznej tematyki jaką jest powrót stada z pastwiska. Bruegel przedstawił jednak człowieka jako cząstkę natury. Efekt spójności uzyskał za pomocą odcieni, które dla zwierząt, drzew i ludzi są takie same. Pasterze wykonują przeznaczone im czynności poganiacza niezależnie czy tego chcą czy nie podobnie jak poganiane krowy.